# Schoenefeldia
Schoenefeldia är ett släkte av gräs. Schoenefeldia ingår i familjen gräs.
Kladogram enligt Catalogue of Life:
| Schoenefeldia | \| \| Schoenefeldia gracilis \| \| \| \| \| \| Schoenefeldia transiens \| \| \| \| |
|               | \| \| Schoenefeldia gracilis \| \| \| \| \| \| Schoenefeldia transiens \| \| \| \| |
|               | Schoenefeldia gracilis                                                             |
|               |                                                                                    |
|               | Schoenefeldia transiens                                                            |
|               |                                                                                    |